# رودولف‌تلپ
رودولف‌تلپ (به مجاری:  Rudolftelep) یک شهرداری در مجارستان است که در ناحیه کازینتس‌بارتسیکا واقع شده‌است. رودولفت‌لپ ۴٫۳۹ کیلومتر مربع مساحت و ۷۸۵ نفر جمعیت دارد.